# کمپ‌استون (آریزونا)
کمپ‌استون (به انگلیسی: Campstone) یک منطقهٔ مسکونی در ایالات متحده آمریکا است که در آریزونا واقع شده‌است. کمپ‌استون ۱٬۳۰۷ متر بالاتر از سطح دریا واقع شده‌است.